# Pristomerus protractus
Pristomerus protractus là một loài tò vò trong họ Ichneumonidae.